# D. B. Weiss
Daniel Brett Weiss (* 23. dubna 1971 Chicago, Illinois) je americký televizní producent, scenárista, režisér a spisovatel. Spolu se svým spolupracovníkem Davidem Benioffem, který je znám jakožto spolutvůrce a showrunner seriálu Hra o trůny, spolupracuje s HBO na seriálové adaptaci knižní série Píseň ledu a ohně od spisovatele George R. R. Martina.

## Životopis
Weiss se narodil a vyrůstal v Chicagu ve státě Illinois. Pochází ze židovské rodiny. Promoval na Wesleyan University. Získal magisterský titul M.Phil. On a jeho manželka Andrea mají dvě děti, Lea a Huga.

## Kariéra
Weiss pracoval na scénáři prequelu filmu Já, legenda. Avšak v květnu 2011 režisér Francis Lawrence uvedl, že si nemyslí, že se jeho výroba někdy uskuteční.
Nyní (2018) pracuje spolu Davidem Benioffem, scenárista filmu Troja, na televizním seriálu Hra o trůny, který je vytvořen podle ságy spisovatele George R. R. Martina Píseň ledu a ohně. Benioff a Weiss také režírovali společně dva díly. Kvůli tomu si ale házeli mincí, protože se museli rozhodnout, kdo bude v úvodních titulcích jakožto režisér. Weiss dostal režii za díl Dva meče, první díl čtvrté řady a Benioff za díl Ulička trestu, třetí díl třetí řady.
19. července 2017 oznámil, že on a Benioff budou po finálové řadě Hry o trůny produkovat jiný seriál stanice HBO a to Confederate. Weiss a Benioff řekli: „Diskutovali jsme o Confederate po celá léta, původně jako koncept celovečerního filmu. Ale naše zkušenosti s Thrones nás přesvědčily, že nikdo neposkytuje větší a lepší příběhové plátno než HBO.“

## Filmografie
| Rok           | Název                             | Režie | Scénář | Produkce | Poznámky                                                                               |
| ------------- | --------------------------------- | ----- | ------ | -------- | -------------------------------------------------------------------------------------- |
| 2011–dosud    | Hra o trůny                       | Ano   | Ano    | Ano      | - Spolutvůrce - Výkonný producent - Režie a scénář k dílu Dva meče - Scénář k 45 dílům |
| 2013–2017     | It's Always Sunny in Philadelphia |       | Ano    |          | - Scénář k dílu Flowers for Charlie                                                    |
| 2014          | The Specials                      |       |        | Ano      | - Výkonný producent                                                                    |
| bude oznámeno | Confederate                       |       | Ano    | Ano      | - Spolutvůrce - Výkonný producent                                                      |